# Moppy River
Der Moppy River ist ein Fluss im Osten des australischen Bundesstaates New South Wales.
Er entspringt in der Barrington Tops State Conservation Area im Barrington-Tops-Nationalpark. Von dort fließt er nach Osten durch unbesiedeltes Gebiet und mündet nördlich der Siedlung Moppy in den Barrington River.